# عمان في الألعاب الأولمبية
عُمان في الألعاب الأولمبية تقوم اللجنة الأولمبية العمانية بالإشراف في شؤون مشاركات عُمان في الألعاب الأولمبية، أول مشاركة لعُمان في الألعاب الأولمبية كانت في دورة 1984 في لوس أنجلوس في الولايات المتحدة حيث شاركت ب16 رياضي ،ولم تتمكن عُمان حتى من الفوز بأي ميدالية أولمبية.